# Список похороненных на Новодевичьем кладбище (Ш)
Новодевичье кладбище является одним из самых известных некрополей Москвы. Оно было образовано в 1898 году вдоль южной стены Новодевичьего монастыря, где имеется дворянский некрополь XIX века. В советское время это было второе по значимости кладбище после некрополя у Кремлёвской стены. Многие могилы Новодевичьего кладбища являются объектами культурного наследия. В данной статье представлен список значимых людей, похороненных на Новодевичье кладбище, фамилии которых начинаются на букву «Ш».

## Список
- Шавырин, Борис Иванович (1902—1965) — конструктор миномётного и реактивного вооружения, лауреат Ленинской и трёх Государственных премий СССР, доктор технических наук; 6 уч. 24 ряд.
- Шадр, Иван Дмитриевич (1887—1941) — скульптор-монументалист, художник; 2 уч. 26 ряд.
- Шаляпин, Фёдор Иванович (1873—1938) — оперный певец (бас); перезахоронен в 1984 году с кладбища Батиньоль; памятник выполнен по картине К. А. Коровина, скульптор А. Е. Елецкий; 4 уч. 49 ряд.
- Шаляпина-Бакшеева, Ирина Фёдоровна (1900—1978) — русская и советская актриса театра и кино, дочь Ф. И. Шаляпина;2 уч. 8 ряд.
- Шапорин, Юрий Александрович (1887—1966) — композитор, педагог, народный артист СССР, профессор Московской консерватории; 6 уч. 31 ряд.

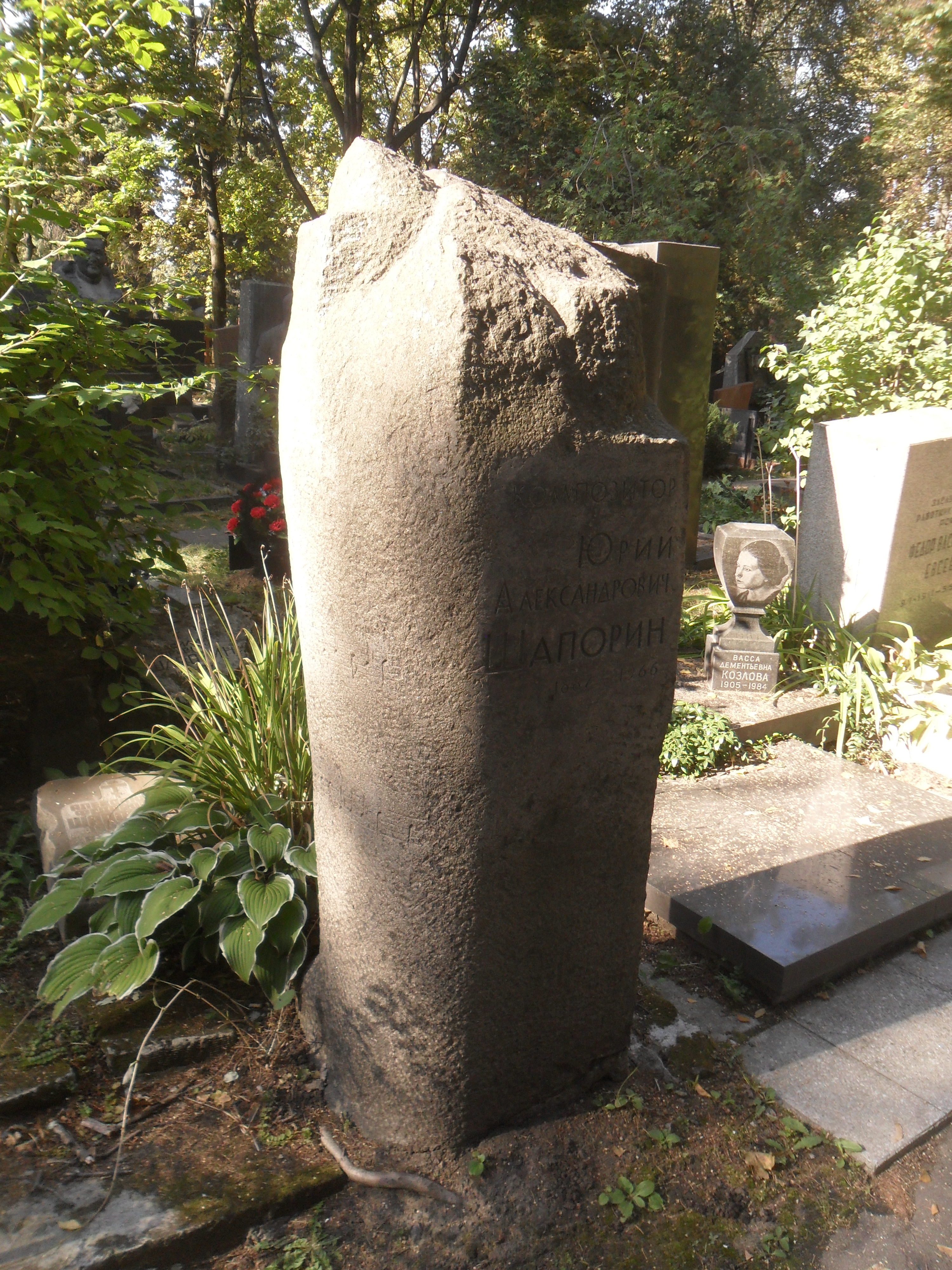
Могила композитора Юрия Шапорина

- Шапошников, Владимир Николаевич (1884—1968) — микробиолог, академик АН СССР (1953); 4 уч. 49 ряд.
- Шапошников, Николай Николаевич (1878—1939) — экономист, профессор, руководитель экономической части проекта Днепростроя; 4 уч. 49 ряд.
- Шарков, Борис Сергеевич (1907—1967) — Первый секретарь Житомирского обкома КП(б) Украины (1951—1952); 6 уч. 26 ряд.
- Шарохин, Михаил Николаевич (1878—1974) — генерал-полковник (1945), Герой Советского Союза (1945); колумбарий, 128-30-1
- Шатов, Александр Павлович (1899—1961) — актёр театра и кино, народный артист РСФСР (1961); 5 уч. 44 последний ряд.
- Шафранов Пётр Григорьевич (1901—1972) — генерал-полковник (1958), Герой Советского Союза (1945); 7 уч. пр.ст. 18 ряд
- Шахурин, Алексей Иванович (1904—1975) — нарком авиационной промышленности СССР; 1 уч. 43 ряд.
- Шашин, Валентин Дмитриевич (1916—1977) — министр нефтедобывающей и нефтяной промышленности СССР; 9 уч. 2 ряд.
- Шашков, Зосима Алексеевич (1905—1984) — министр морского и речного флота СССР, Министр речного флота РСФСР; 10 уч. 2 ряд.
- Шварц, Дмитрий Петрович (1899—1961) — скульптор, заслуженный деятель искусств РСФСР (1958), член-корреспондент АХ СССР (1958); 8 уч. 11 ряд.
- Швецов, Аркадий Дмитриевич (1892—1953) — конструктор авиационных двигателей, генерал-майор, лауреат четырёх Сталинских премий; 4 уч. 38 ряд.
- Швыдкой, Павел Васильевич (1906—1961) — генерал-лейтенант инженерных войск, Герой Советского Союза (1945); 8 уч. 10 ряд
- Шебалин, Виссарион Яковлевич (1902—1963) — композитор, педагог, доктор искусствоведения, профессор и директор Московской консерватории; 8 уч. 29 ряд.
- Шебунин, Александр Иванович (1896—1975) — военный деятель, генерал-полковник интендантской службы (1945).
- Шевкуненко, Сергей Юрьевич (1959—1995) — киноактёр; 6 уч. 1 ряд рядом с отцом Ю. А. Шевкуненко, руководителем Второго творческого объединения киностудии «Мосфильм».
- Шевчук, Игорь Сергеевич (1953—2011) — авиационный конструктор, Генеральный конструктор ОАО «Туполев».
- Шевяков, Лев Дмитриевич (1889—1963) — учёный в области горного дела, академик АН СССР; 8 уч. 25 ряд.
- Шейнин, Лев Романович (1906—1967) — писатель, прозаик, драматург, начальник Следственного отдела Прокуратуры СССР; 6 уч. 35 ряд.
- Шелепин, Александр Николаевич (1918—1994) — Председатель КГБ СССР, Председатель ВЦСПС; 6 уч. 8 ряд.
- Шемякин, Михаил Михайлович (1908—1970) — химик, один из основоположников биоорганической химии, академик АН СССР; 7 уч. пр.ст. 14 ряд.
- Шенфер, Клавдий Ипполитович (1885—1946) — электротехник, академик АН СССР (1932); колумбарий, секция 65-3-2.
- Шепилов, Дмитрий Трофимович (1905—1995) — главный редактор газеты «Правда», Министр иностранных дел, член-корреспондент АН СССР, генерал-майор; 4 уч. 20 ряд.
- Шервинский, Сергей Васильевич (1892—1991) — поэт, переводчик, писатель, искусствовед, автор книг для детей; 1 уч. 3 ряд.
- Шереметьев, Александр Григорьевич (1901—1985) — министр чёрной металлургии СССР (1954—1957); 10 уч. 2 ряд.
- Шереметьевский, Николай Николаевич (1916—2003) — учёный в области машиностроения, академик АН СССР (1984), Герой Социалистического Труда (1986); 4 уч. 3 ряд.
- Шершнёва, Вера Дмитриевна (1906—1978) — киноактриса; 8 уч. 28 ряд рядом с мужем режиссёром Л. Д. Луковым.
- Шестаков, Андрей Васильевич (1877—1941) — историк, член-корреспондент АН СССР (1939); колумбарий, 1 уч. справа от башни монастырской стены
- Шестаков, Виктор Алексеевич (1898—1957) — театральный художник, заслуженный деятель искусств РСФСР (1948), профессор; 5 уч. 14 ряд.
- Шикин, Иосиф Васильевич (1906—1973) — дипломат, начальник ГлавПУРа, Первый заместитель Председателя Комитета партийно-государственного контроля ЦК КПСС и СМ СССР (1962—1965) и Комитета народного контроля СССР (1965—1973), генерал-полковник (1945); 1 уч. 29 ряд.
- Ширвиндт, Александр Анатольевич (1934—2024) — советский и российский актёр, театральный режиссёр, сценарист, педагог; 5 уч.
- Ширшов, Пётр Петрович (1905—1953) — гидробиолог, полярный исследователь, Нарком, затем Министр морского флота СССР, академик АН СССР, Герой Советского Союза; 4 уч. 23 ряд.
- Шишков, Вячеслав Яковлевич (1873—1945) — писатель; 2 уч. 30 ряд.

Могила писателя Вячеслава Шишкова

- Шкадов, Иван Николаевич (1913—1991) — генерал армии, Герой Советского Союза; 11 уч. 2 ряд
- Шкваркин, Василий Васильевич (1894—1967) — драматург, сатирик; 3 уч. 27 ряд.
- Шкляр, Николай Григорьевич (1878—1952) — русский советский детский писатель, драматург.
- Шлемин, Иван Тимофеевич (1898—1969) — генерал-лейтенант (1943), Герой Советского Союза (1945); 7 уч. пр.ст. 7 ряд
- Шлепов, Виктор Петрович (1918—1959) — лётчик-истребитель, подполковник авиации, Герой Советского Союза (1943); автор памятника Г. Н. Постников; 1 уч. 47 ряд рядом с монастырской стеной
- Шмальгаузен, Иван Иванович (1884—1963) — биолог, зоолог, академик АН СССР; 8 уч. 34 ряд.
- Шмидт, Отто Юльевич (1891—1956) — исследователь Севера, математик, астроном, академик АН СССР, Герой Советского Союза; автор памятника С. Т. Конёнков; 1 уч. 42 ряд.
- Шмыга, Татьяна Ивановна (1928—2011) — певица (лирическое сопрано), актриса оперетты, народная артистка СССР (1978); 10 уч. 10 ряд.
- Шнейдеров, Владимир Адольфович (1900—1973) — путешественник, режиссёр, телеведущий, создатель и первый ведущий телепередачи «Клуб путешественников» (1960—1973), народный артист РСФСР (1969); колумбарий, 122 секция, верхний ряд, 8 уч. в стене стороны Лужнецкого проезда
- Шнитке, Альфред Гарриевич (1934—1998) — композитор, теоретик музыки и педагог, Заслуженный деятель искусств РСФСР; 10 уч. 4 ряд.
- Шокин, Александр Иванович (1909—1988) — министр электронной промышленности СССР; 1 уч. 34 ряд.
- Шорин, Михаил Георгиевич (1904—1965) — хоровой дирижёр, главный хормейстер Большого театра (1944—1958), Заслуженный деятель искусств РСФСР (1951); 3 уч. 61 ряд.
- Шостакович, Дмитрий Дмитриевич (1906—1975) — композитор, пианист, педагог, доктор искусствоведения, народный артист СССР; 2 уч. 39 ряд.
- Шпагин, Георгий Семёнович (1897—1952) — конструктор стрелкового оружия, создатель ППШ, лауреат Сталинской премии; 4 уч. 26 ряд.
- Шпиллер, Наталья Дмитриевна (1909—1995) — певица (лирическое сопрано), народная артистка РСФСР, профессор Института имени Гнесиных; 8 уч. 24 ряд.
- Шпитальный, Борис Гавриилович (1902—1972) — конструктор авиационного вооружения, лауреат двух Государственных премий СССР, доктор технических наук, профессор; колумбарий, в районе 7 уч. пр.ст. последнего ряда.
- Штейнберг, Лев Петрович (1870—1945) — дирижёр, композитор, дирижёр Большого театра, народный артист СССР; 2 уч. 25 ряд.
- Штеменко, Сергей Матвеевич (1907—1976) — начальник Оперативного управления Генштаба, начальник Генерального Штаба ВС СССР, генерал армии; 9 уч. 2 ряд

Могила генерала армии Сергея Штеменко

- Штерн, Лина Соломоновна (1878—1968) — физиолог, академик АН и АМН СССР; 6 уч. 36 ряд.
- Штернфельд, Ари Абрамович (1905—1980) — учёный, пионер космонавтики, специалист по расчёту оптимальных траекторий полёта космических аппаратов, Заслуженный деятель науки и техники РСФСР; 5 уч. 20 ряд
- Штраух, Максим Максимович (1900—1974) — актёр театра и кино, народный артист СССР; 7 уч. пр.ст. 3 ряд.
- Шуб, Эсфирь Ильинична (1894—1959) — режиссёр, сценарист и монтажёр документального кино, заслуженная артистка РСФСР; 5 уч. 38 ряд.
- Шукшин, Василий Макарович (1929—1974) — кинорежиссёр, актёр, писатель, заслуженный деятель искусств РСФСР; 1 уч. 3 ряд.
- Шулейкин, Михаил Васильевич (1884—1939) — радиотехник, академик АН СССР (1939); колумбарий, 1 уч. справа от башни монастырской стены, секция 1-43-1.
- Шульженко, Клавдия Ивановна (1906—1984) — певица, народная артистка СССР; 10 уч. 2 ряд.
- Шумаков, Валерий Иванович (1931—2008) — врач-трансплантолог, академик РАН и АМН СССР; 10 уч. 10 ряд.
- Шурухин, Павел Иванович (1912—1956) — генерал-майор, дважды Герой Советского Союза; 4 уч. 21 ряд
- Шухмин, Борис Митрофанович (1899—1962) — актёр Театра имени Вахтангова с 1921 года, заслуженный артист РСФСР (1946); 2 уч. 4 ряд.
- Шухмин, Пётр Митрофанович (1894—1955) — живописец, график; 2 уч. 9 ряд.
- Шухов, Владимир Григорьевич (1853—1939) — инженер, изобретатель, учёный, создатель радиобашни на Шабаловке, перекрытий ГУМа и Киевского вокзала, почётный член АН СССР; 2 уч. 40 предпоследний ряд.
- Шхвацабая, Игорь Константинович (1928—1988) — кардиолог, академик АМН СССР; 8 уч. 2 ряд